# Луковец-Журовский
Лу́ковец-Журовский (укр. Луковець-Журівський) — село в Букачёвской поселковой общине Ивано-Франковского района Ивано-Франковской области Украины.
Население по переписи 2001 года составляло 332 человека. Занимает площадь 9,92 км². Почтовый индекс — 77052. Телефонный код — 03435.